# 265 (numero)
Duecentosessantacinque (265) è il numero naturale dopo il 264 e prima del 266.

## Proprietà matematiche
- È un numero dispari.
- È un numero composto con 4 divisori: 1, 5, 53, 265. Poiché la somma dei suoi divisori (escluso il numero stesso) è 59 < 247, è un numero difettivo.
- È pari alla somma dei quadrati di 2 numeri consecutivi: 265 = 112 + 122.
- È un numero semiprimo.
- È un numero omirpimes.
- È parte delle terne pitagoriche (23, 264, 265), (96, 247, 265), (140, 225, 265), (159, 212, 265), (265, 636, 689), (265, 1392, 1417), (265, 7020, 7025), (265, 35112, 35113).
- È un numero palindromo nel sistema di numerazione posizionale a base 12 (1A1).
- È un numero quadrato centrato.
- È un numero di Smith nel sistema numerico decimale.
- È un numero congruente.
- È un numero intero privo di quadrati.
- È un termine della successione di Padovan.

## Astronomia
- 265P/LINEAR è una cometa periodica del sistema solare.
- 265 Anna è un asteroide della fascia principale del sistema solare.

## Astronautica
- Cosmos 265 è un satellite artificiale russo.